# Maxi Rodríguez
Maximiliano Rubén „Maxi” Rodríguez (ur. 2 stycznia 1981 w Rosario) – argentyński piłkarz który występował na pozycji skrzydłowego lub ofensywnego pomocnika. Wicemistrz świata 2014. Posiada również włoskie i hiszpańskie obywatelstwo.

## Kariera klubowa
Maxi Rodríguez zawodową karierę rozpoczął w 1998 w Newell’s Old Boys Rosario. W debiutanckim sezonie wystąpił w 3 ligowych spotkaniach, jednak w kolejnych rozgrywkach grywał już znacznie częściej. W sezonie 2001/2002 Maxi Rodríguez w 33 meczach pierwszej ligi strzelił 15 bramek, a jego zespół zajął 8. miejsce w sumarycznej tabeli.
Dobra forma sprawiła, że pod koniec maja 2002 Argentyńczyk za 7 milionów dolarów odszedł do hiszpańskiego RCD Espanyol. W Primera División zadebiutował 2 września, kiedy to Espanyol przegrał 0:2 z Realem Madryt. W drużynie „Pericos” Argentyńczyk spędził 3 sezony, w trakcie których był podstawowym zawodnikiem i wystąpił w 111 ligowych spotkaniach. W sezonie 2004/2005 Maxi z 15 bramkami wspólnie z Davidem Villą oraz Juanem Románem Riquelme zajął 7. miejsce w klasyfikacji najlepszych strzelców rozgrywek.
Następnie argentyński skrzydłowy za 5 milionów euro przeniósł się do Atlético Madryt, w barwach którego po raz pierwszy wystąpił 29 sierpnia 2006 w zremisowanym 0:0 pojedynku z Realem Saragossa. W debiutanckim sezonie w barwach Atlético Rodríguez wystąpił w 29 meczach Primera División i zdobył 10 bramek. W czasie trwania kolejnych rozgrywek zerwał więzadła krzyżowe w kolanie przez co musiał pauzować przez pół roku. W sezonie 2007/2008 Maxi w 35 spotkaniach strzelił 8 goli, dzięki czemu obok Sergio Agüero oraz Diego Forlána został najlepszym strzelcem swojego zespołu. 10 listopada 2009 Rodríguez strzelił 4 gole w wygranym 6:0 meczu 1/16 finału Pucharu Króla z UD Marbella, jednak pierwszej połowy sezonu 2009/2010 Argentyńczyk nie mógł zaliczyć do udanych. Pokłócił się z trenerem zespołu i występował coraz rzadziej, dlatego pojawiła się opcja odejścia Rodrígueza w zimowym okienku transferowym.
13 stycznia 2010 na zasadzie wolnego transferu Maxi przeniósł do angielskiego Liverpoolu, z którym podpisał umowę na 3,5 roku. W nowej drużynie otrzymał numer 17, po sprzedanym do Realu Álvaro Arbeloi. W Liverpoolu zadebiutował 16 stycznia 2010, wchodząc na ostatnie minuty spotkania ze Stoke City (1:1).
Pierwszego gola dla Liverpoolu strzelił 25 kwietnia 2010 w wygranym 4:0 meczu z beniaminkiem Premier League Burnley.
13 lipca 2012 roku powrócił do Newell’s Old Boys.
27 listopada 2021 oficjalnie zakończył piłkarską karierę.

## Kariera reprezentacyjna
Maxi Rodríguez ma za sobą występy w reprezentacji Argentyny do lat 20. Razem z nią w 2001 sięgnął po młodzieżowe mistrzostwo świata, a selekcjonerem Argentyńczyków był wówczas José Pekerman.
W seniorskiej kadrze Maxi zadebiutował 8 czerwca 2003 w wygranym 4:1 wyjazdowym spotkaniu z Japonią. Następnie dotarł do finału Pucharu Konfederacji 2005 oraz do ćwierćfinału Mistrzostw Świata 2006. Na mundialu w Niemczech Rodríguez strzelił 3 bramki – 2 w wygranym 6:0 grupowym meczu przeciwko Serbii i Czarnogórze oraz jedną w dogrywce pojedynku 1/8 finału z Meksykiem, która zapewniła Argentynie awans do ćwierćfinału. Maxi dostał długie podanie od Juana Pablo Sorína, które w okolicy narożnika pola karnego bezpośrednio przyjął na klatkę piersiową, po czym strzałem lewą nogą z woleja trafił w okienko bramki Oswaldo Sáncheza. W oficjalnym sondażu FIFA gol ten został wybrany najpiękniejszą bramką mistrzostw. Po przegranym przez Argentynę spotkaniu 1/4 finału z Niemcami Maxi uderzył w plecy Bastiana Schweinsteigera, w efekcie czego został ukarany karą finansową w wysokości 5 tysięcy franków szwajcarskich oraz dyskwalifikacją na 2 mecze Copa América 2007.
Zawodnik znalazł się w kadrze narodowej również w 2014 roku, podczas Mistrzostw Świata w Brazylii. Zagrał w dwóch meczach – w grupowym pojedynku przeciwko Bośni (wyszedł na murawę w pierwszym składzie) oraz w półfinale z Holandią (wszedł na boisko w dogrywce, w 4 serii rzutów karnych wykorzystał decydujący o awansie Argentyny rzut karny).

## Sukcesy

### Reprezentacja
- Mistrzostwa Świata 2014:  Srebrny